# Blattfrucht
Blattfrucht bezeichnet alle Feldfrüchte, die nicht den Getreidearten zuzuordnen sind. Grün- und Silomais gehören ebenfalls zu den Blattfrüchten, während Körnermais zu den Halmfrüchten zählt.  
Beispiele für Blattfrüchte sind Hackfrüchte wie Kartoffeln und Rüben. Hülsenfrüchtler (Erbsen, Acker- und Sojabohne), auch Leguminosen genannt, zählen ebenfalls zu den Blattfrüchten. Auch Buchweizen und Raps gehören zu den Blattfrüchten. 
Vor allem unter dem Aspekt der Fruchtfolge sind Blattfrüchte als gute Vorfrucht zu betrachten. 